# Верхній Фроловський
Верхній Фроло́вський (рос. Верхний Фроловский, башк. Үрге Фроловка) — присілок у складі Архангельського району Башкортостану, Росія. Входить до складу Інзерської сільської ради.
Населення — 28 осіб (2010; 59 в 2002).
Національний склад:
- башкири — 58 %
- росіяни — 39 %